# Karen Tanaka

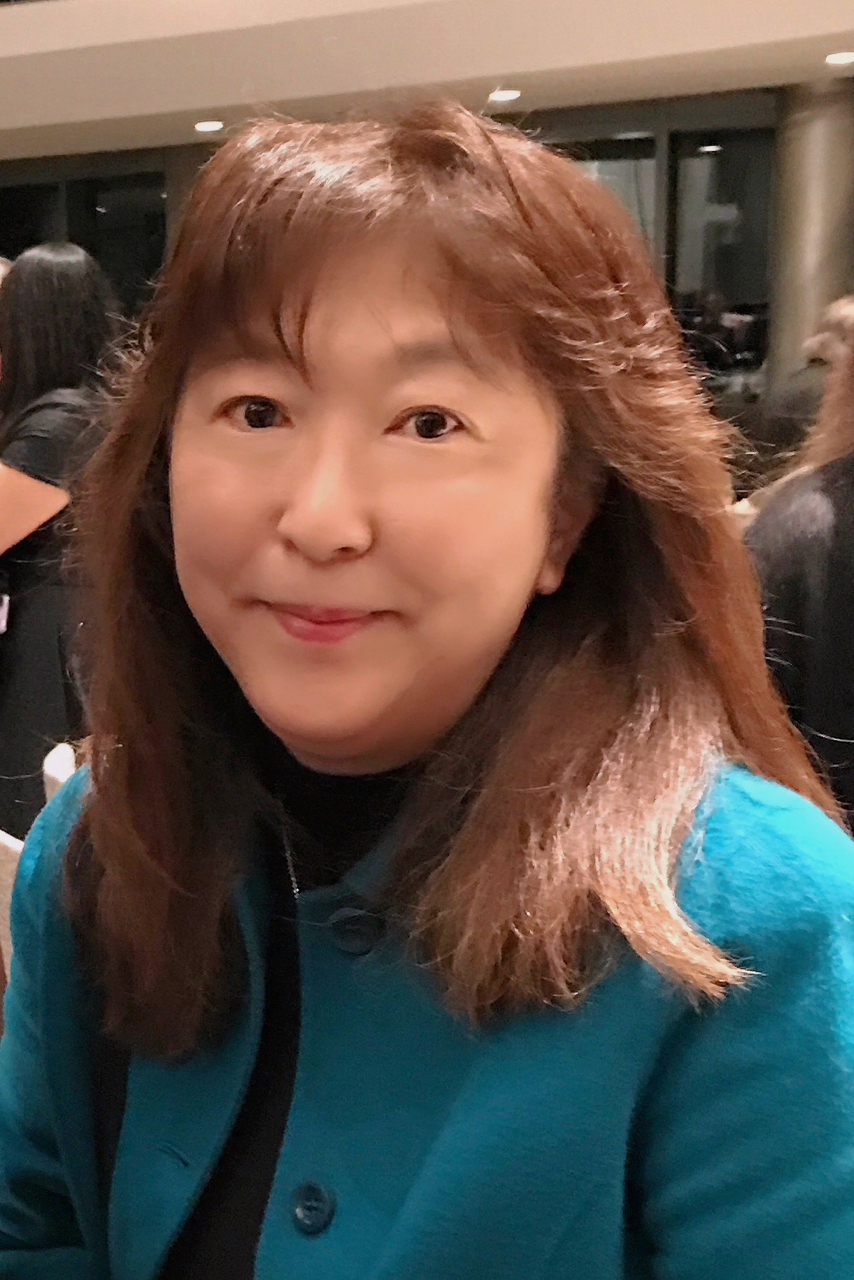
Karen Tanaka

Karen Tanaka (japanisch 田中 カレン Tanaka Karen; * 7. April 1961 in Tokio) ist eine japanische Komponistin.

## Leben
Tanaka hatte bereits als Kind Klavier- und Kompositionsunterricht. Sie studierte an der Toho Gakuen School of Music Komposition bei Akira Miyoshi. Als Stipendiatin der französischen Regierung setzte sie ihr Studium bei Tristan Murail fort und arbeitete im IRCAM. Mit ihrem Klavierkonzert Anamorphose gewann sie 1987 bei der Internationalen Musikwoche in Amsterdam den Gaudeamus-Preis der Stichting Gaudeamus. 1990–91 studierte sie in Florenz bei Luciano Berio. Am Tanglewood Music Center erhielt sie 1996 das Margaret Lee Crofts Fellowship. 1998 war sie stellvertretende künstlerische Leiterin des Yatsugatake Kogen Music Festival.
Das kompositorische Werk Tanakas umfasst u. a. Orchesterwerke und Instrumentalkonzerte, Filmmusiken und Werke für elektronische Medien. Auftragswerke komponierte sie u. a. für Radio France, Eve Egoyan, das Brodsky Quartet, das BBC Symphony Orchestra unter Kazushi Ono, das NHK-Sinfonieorchester unter Esa-Pekka Salonen, für Joan Jeanrenaud und das Berkeley Symphony Orchestra unter Kent Nagano und für das Rochester Philharmonic Orchestra unter Peter Bay. 2016 orchestrierte sie die Musik zur Dokumentarfilmreihe Planet Earth II der BBC. Im Bereich des Ballett wurde ihre Musik u. a. vom Nederlands Dans Theater und von dem Choreographen Wayne McGregor eingesetzt.

## Werke
- Crystalline für Klavier (1988)
- Lilas für Cello (1988)
- Jardin des herbes für Cembalo (1989)
- Lavender (from Jardin des herbes) für Cembalo (1989)
- Initium für Orchester (1993)
- Prismes für Orchester (1984)
- Anamorphose für Klavier und Orchester (1986)
- Hommage en cristal für Klavier und Streichorchester (1991)
- Wave Mechanics II für Violine und Elektronik (1994)
- Wave Mechanics für Orchester (1994)
- Polarization für zwei Perkussionisten (1994)
- Echo Canyon für Orchester (1995)
- Metallic Crystal für Perkussion und Elektronik (1995)
- Invisible Curve für Flöte, Klavier, Violine, Viola und Cello (1996)
- Crystalline II für Klavier (1996)
- Metal Strings für Streichquartett (1996)
- Night Bird für Altsaxophon und Elektronik (1996)
- The Song of Songs für Cello und Elektronik (1996)
- Inuit Voices, CD (1997)
- Questions of Nature, CD (1998)
- Frozen Horizon für Flöte, Perkussion und Streicher (1998)
- Water and Stone für Klarinette, zwei Perkussionisten, Harfe und Streicher (1999)
- Always in my heart für Klarinette und Klavier (1999)
- At the grave of Beethoven für Streichquartett (1999)
- Children of Light für Klavier (1999)
- Departure für Orchester (2000)
- Techno Etudes für Klavier (2000)
- Crystalline III für Klavier (2000)
- Guardian Angel für Orchester (2000)
- Lavender Field für Klavier (2000)
- Dreamscape für Streichquintett und Harfe (2001)
- Lost Sanctuary für Orchester (2002)
- Rose Absolute für Orchester (2002)
- Holland Park Avenue Study für Streichquintett (2002)
- Northern Lights für Klavier (2002)
- Tales of Trees für Marimba (2003)
- Ocean für Violine und Klavier (2003)
- Urban Prayer für Cello und Orchester (2004)
- Water Dance für Klavier (2008)
- Shibuya Tokyo für zwei Violinen (2009)
- Sleep My Child für gemischten Chor und Klavier (2012)
- Enchanted Forest für Horn und Klavier (2013)
- Water of Life für Orchester (2013, 2022)
- Blue Crystal für Klavier (2014)
- Who Stole the Tarts? für Klavier (2016)
- Sleep Deeply für Mezzosopran, zwei Tenöre und Bariton oder für gemischten Chor/Männerchor (2018)
- Wind Whisperer für Flöte, Viola und Harfe (2019)
- Techno Etudes II für Klavier (2020)
- L'Éternité für Violine und Tonband (2021)
- The Adventures of Anya für Klavier (2021–2023)
- Rose Crystal für Klavier (2022)
- Sensation für Klavier (2022)